# Слободобешкильское сельское поселение
Слободобешкильское се́льское поселе́ние — муниципальное образование в Исетском районе Тюменской области Российской Федерации.
Административный центр — село Слобода-Бешкиль.

## История
Статус и границы сельского поселения установлены Законом Тюменской области от 5 ноября 2004 года № 263 «Об установлении границ муниципальных образований Тюменской области и наделении их статусом муниципального района, городского округа и сельского поселения».

## Население
| 2010  | 2011  | 2012  | 2013  | 2014  | 2015  | 2016  |
| ----- | ----- | ----- | ----- | ----- | ----- | ----- |
| 1375  | ↘1374 | ↗1382 | ↘1369 | ↘1350 | ↗1356 | ↘1324 |
| 2017  | 2018  | 2019  | 2020  | 2021  |       |       |
| ↘1315 | ↘1295 | ↘1271 | ↘1233 | ↘1130 |       |       |

## Состав сельского поселения
| № | Населённый пункт | Тип населённого пункта       | Население |
| - | ---------------- | ---------------------------- | --------- |
| 1 | Слобода-Бешкиль  | село, административный центр | ↘1130     |